# کیک یک دروغ است

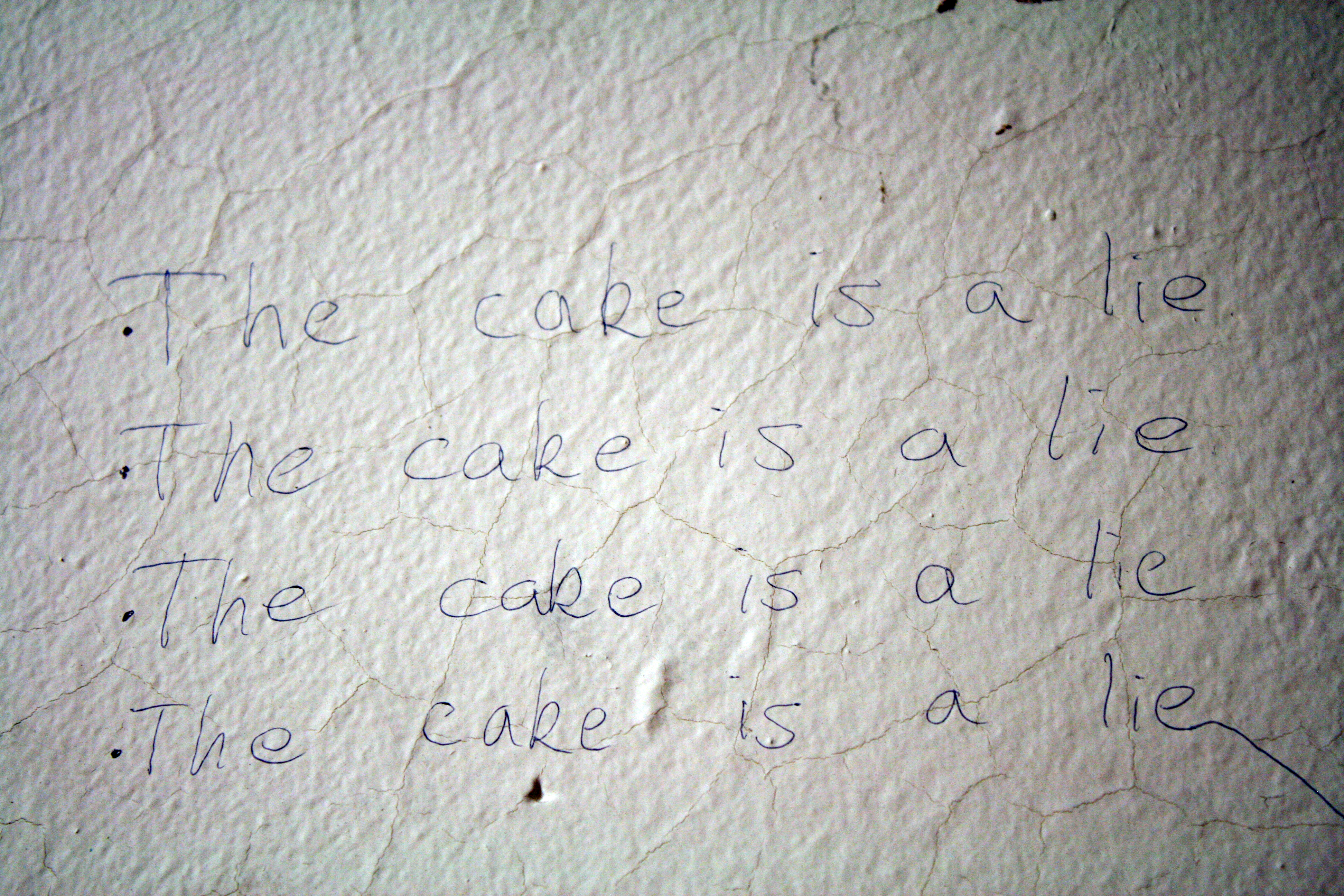
نقاشی دیواری با متن "کیک یک دروغ است".

"کیک یک دروغ است" (به انگلیسی: The cake is a lie) متنی از بازی ویدئویی پورتال است. این متن توسط یک قربانی برای هشدار دادن به اینکه گلادوس، شخصیت منفی اصلی بازی، بازیکن را فریب می‌دهد، مورد استفاده قرار گرفت. هدف آن یک شوخی توسط تیم توسعه بازی بود که نشان می‌داد بازیکن هرگز پاداش وعده داده شده خود را دریافت نمی‌کند. این متن به‌طور غیرمنتظره ای در بین بازیکنان پورتال محبوب شد و از آن زمان به یک میم اینترنتی گسترده تبدیل شده‌است.

## استفاده

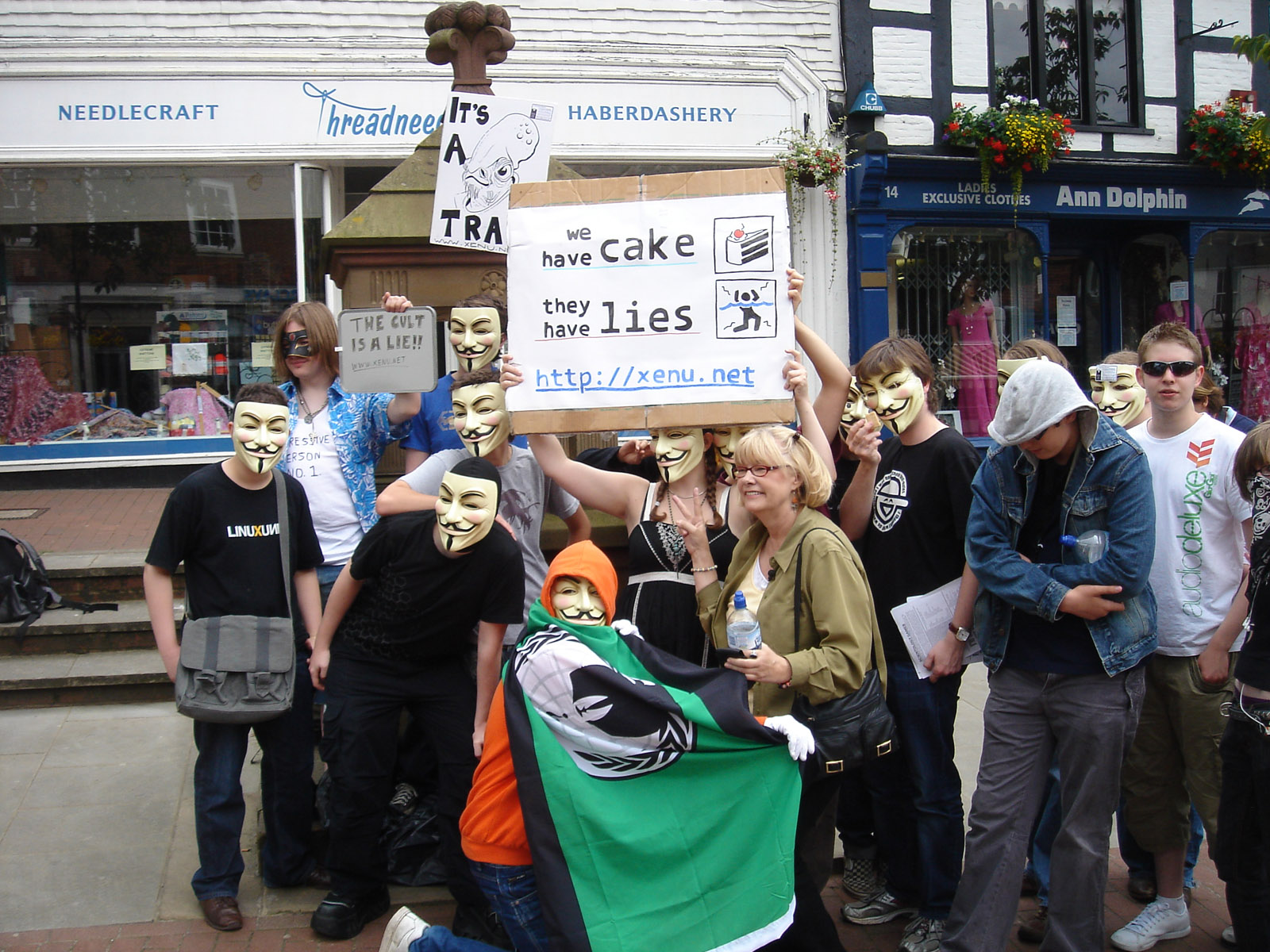
نمونه‌ای از به کار بردن عبارت اصلی به صورت تغییر یافته توسط اعضای عملیات کلمبیک

در بازی پیام با حروف ضخیم و مرکب روی دیوارهای بتنی برهنه ترسیم شده‌است.
استفاده اصلی «کیک یک دروغ است» این بود که به بازیکن بگوید هیچ وقت به وعده اصلی خود یعنی کیک نخواهد رسید. این عبارت در نهایت از زمینه اصلی خود دور شد و با استفاده مکرر در فرهنگ اینترنت تبدیل به یک میم شد. به عنوان مثال، این عبارت به عنوان یک اصطلاح برای اشاره به تعقیب یک هدف دست نیافتنی، یا به عنوان یک نقطه مرجع در بحث اعتراضات به نقص‌های الگوریتم سیستم آموزشی بریتانیا توسط یک دانشگاه پژوهی مورد استفاده قرار گرفته‌است. «کیک یک دروغ است» همچنین برای اشاره به کیک‌های واقعی استفاده می‌شود، چه به عنوان فن هنری که به Portal ارجاع داده می‌شود، و چه به عنوان توصیف واقعی کیک‌هایی که به عنوان ماکت واقعی افراد و اشیاء طراحی شده‌اند.

## واکنش
روزنامه نگاران بازی استفاده «کیک یک دروغ است» در پورتال را به عنوان نمونه ای خوب از قصه گویی محیطی ستوده‌اند. ماشبل «کیک دروغ است» را به عنوان فراموش نشدنی‌ترین الگوی بازی در دهه ۲۰۰۰ معرفی کرد.